# 147736 Raxavinic
147736 Raxavinic este un asteroid din centura principală de asteroizi.

## Descriere
147736 Raxavinic este un asteroid din centura principală de asteroizi. A fost descoperit pe 2 iulie 2005 la Mayhill de R. Hutsebaut. Asteroidul prezintă o orbită caracterizată de o semiaxă mare de 2,91 ua, o excentricitate de 0,23 și o înclinație de 9,4° în raport cu ecliptica.